# Live While We're Young
Live While We're Young е песен на популярната британско-ирландска бой банда Уан Дайрекшън. Песента е водещ сингъл на втория им студиен албум Take Me Home, издаден през 2012 г. Написана от Рами Якуб, Карл Фалк и Саван Котеча и продуцирана от Якуб и Фалк, тя излиза на 28 септември 2012 г. под лейбъла Syco. Фалк, Котеча и Якуб работят заедно по синглите What Makes You Beautiful и One Thing от предишния албум на групата. Песента е представител на жанра бабългъм поп с живо и весело темпо, включващ мотиви на рок, вокални хармонии, пляскане с ръце, изразени рифове на електрическа китара и повтарящи се синтезаторни звуци.
Песента получава предимно положителни отзиви от критиците, които хвалят всеобхватността ѝ и жизнерадостното звучене. Текстът обаче е разкритикуван от някои по обвинения в използване на евфемизми за полов акт. Достигайки номер едно в класациите на Нова Зеландия и Северна Ирландия, топ 10 в петнадесет други държави и номер едно по продажби от първата седмица на неамерикански изпълнител в Billboard Hot 100, сингълът постига завидни комерсиални успехи.
След като изтича в интернет четири дни по-рано от предвидената дата за издаване, видеото към песента е издадено на 20 септември 2012 г. То е режисирано от Воугън Арнел и включва мотиви на фестивален палатков лагер. Приема се добре от критиците, които харесват безгрижната атмосфера в него. При издаването си клипът е гледан от 8,24 милиона души, счупвайки рекорда на Vevo за най-много гледания в първите 24 часа след публикуването, който е държан от Boyfriend на Джъстин Бийбър. По-късно, Бийбър си връща първото място с песента Beauty and a Beat, гледана от 10,6 милиона души при издаването си.
Уан Дайрекшън изпълняват Live While We're Young на няколко телевизионни изяви и по време на турнето си Take Me Home Tour. Песента е включена в реклама на Пепси, както и в епизод на сериала Glee.

## Музикален видеоклип
Клипът е качен в YouTube на 20 септември 2012 г.

## История на издаване
| Държава       | Дата              | Фортмат           | Музикален издател        |
| ------------- | ----------------- | ----------------- | ------------------------ |
| Австралия     | 28 септември 2012 | Дигитално сваляне | Sony Music Entertainment |
| Австрия       | 28 септември 2012 | Дигитално сваляне | Sony Music Entertainment |
| Финландия     | 28 септември 2012 | Дигитално сваляне | Sony Music Entertainment |
| Германия      | 28 септември 2012 | Дигитално сваляне | Sony Music Entertainment |
| Ирландия      | 28 септември 2012 | Дигитално сваляне | Sony Music Entertainment |
| Италия        | 28 септември 2012 | Дигитално сваляне | Sony Music Entertainment |
| Люксембург    | 28 септември 2012 | Дигитално сваляне | Sony Music Entertainment |
| Нова Зеландия | 28 септември 2012 | Дигитално сваляне | Sony Music Entertainment |
| Нидерландия   | 28 септември 2012 | Дигитално сваляне | Sony Music Entertainment |
| Норвегия      | 28 септември 2012 | Дигитално сваляне | Sony Music Entertainment |
| Швеция        | 28 септември 2012 | Дигитално сваляне | Sony Music Entertainment |
| Швейцария     | 28 септември 2012 | Дигитално сваляне | Sony Music Entertainment |